# Sylvanus Olympio

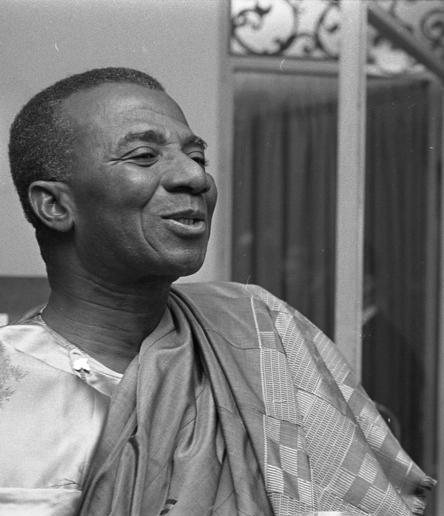
Sylvanus Olympio (1961)

Sylvanus Épiphanio Olympio (Lomé, 6 september 1902 – Lomé, 13 januari 1963) was van 1961 tot 1963 president van Togo.

## Leven
Olympio was afkomstig uit een zgn. Afro-Braziliaanse familie (van gemengd Afrikaans/ Zuid-Amerikaanse afkomst, de toenmalige zwarte elite in Frans-Afrika). Hij ontving onderwijs in Togo en studeerde daarna aan de Universiteit van Wenen en aan de London School of Economics. Terug in Lomé ging hij werken voor de United Africa Company, de grootste Britse commerciële firma in Afrika. Hij werkte voor de UAC in Nigeria, Goudkust (Ghana) en Togo. Hij werd algemeen manager van de Togolese afdeling van de UAC. Halverwege de jaren '30 sloot hij zich aan bij de in 1936 opgerichte Cercle des Amitiés Françaises (Cirkel van de Vrienden van Frankrijk). Deze organisatie ging in 1941 op in het Comité van Verenigd Togo (CUT), een van de eerste nationalistische organisaties in Togo.

## Als premier en president
In 1946 werd hij tot voorzitter van de Territoriale Assemblée van Frans-West-Afrika gekozen. Als voorzitter was hij sinds 1947 in conflict met de koloniale overheid, omdat hij zelfbeschikking van de koloniën (officieel: overzeese gebiedsdelen) voorstond.
In 1958 werd hij tot premier van Togo gekozen. In 1960 werd hij na de onafhankelijkheid van het land president. Hij behield tevens het minister-presidentschap. Tussen 1961 en 1962 werden politieke tegenstanders opgepakt en gevangengezet en in 1962 werd Togo een eenpartijstaat met de CUT als enige toegestane partij.
Er bestond veel ontevredenheid over de bevoorrechting van de bevolkingsgroepen in het zuiden. Mede hierdoor pleegde het leger een coup, waarbij Olympio werd gearresteerd op 13 januari 1963. Buiten het presidentiële paleis probeerde hij aan zijn bewakers te ontkomen door plotseling op handen en voeten en zigzaggend naar een buitenlands gezantschap te rennen. Hij werd zonder mededogen doodgeschoten. De leider van de coup, kolonel Eyadema Gnassingbe, droeg de macht over aan oppositieleider Nicolas Grunitzky.
Zijn zoon, Gilchrist Olympio, is een van de belangrijkste oppositieleiders in het hedendaagse Togo en oprichter van de oppositiepartij UFC, de Unie van Veranderingsgezinde Krachten.